# Wenche Øyen
Wenche Øyen född 28 juli 1946 i Bærum, är en norsk målare och illustratör. 
Wenche Øyen är utbildad vid Statens håndverks- og kunstindustriskole (1963–1967) och Statens Kunstakademi (1967–1971). Hon har målat både landskapsmotiv och porträtt, ofta i en förenklad stil och utfört i olja eller akvarell. Hon började som illustratör för barntidningen Maurtua 1975, och har sedan illustrerat ett antal böcker, bland annat den prisbelönta barnboken Ein god dag  från 1979 med text av Einar Økland och den kända sorgboken Farvel, Rune från 1986 med text av Marit Kaldhol.